# Bataille de Takellote
Guerre du Mali
Batailles
La bataille de Takellote ou bataille de Takalout se déroule le 26 juillet 2017 lors de la guerre du Mali. Elle oppose le GATIA aux groupes de la CMA près de Kidal.

## Prélude
En juin 2017, alors que l'Accord d'Alger a été signé depuis deux ans et que les derniers combats entre la Plateforme et la CMA datent de juillet 2016, de nouvelles violences éclatent dans la région de Kidal. Elles opposent Touaregs idnanes et Touaregs imghads — les premiers affiliés à la CMA et les seconds au GATIA — et font environ 10 à 30 morts. Selon RFI : « Assassinats, enlèvements, et même le marquage au fer rouge... aucun bilan officiel n'est disponible, mais les incidents se multiplient »,,,,. 
Le 6 juillet, un nouvel affrontement entre des hommes des deux groupes fait au moins trois morts au sud d'Aguel'hoc,. 
Le 11 juillet, de nouveaux combats éclatent près d'Anéfis entre la CMA et le GATIA,,. La ville passe alors sous le contrôle de la CMA. 
Les négociations pour un nouvel accord de cessez-le-feu échouent le 19 juillet : le GATIA demandant à ce qu'Anéfis passe sous le contrôle de forces « neutres » impliquant la MINUSMA, l'armée française et l'armée malienne, ce que refuse la CMA qui affirme que l'armée malienne ne peut être considérée comme neutre.
Jeune Afrique rapporte que selon une source sécuritaire onusienne : « Pendant le mois de Ramadan, les combattants de la communauté Imghad ont attaqué plusieurs villages de la tribu Idnan. Il y a eu beaucoup d’exactions contre les civils. A l’époque, 60 % de l’effectif de la CMA était parti faire le Ramadan dans leurs familles, dans les pays voisins. Ils sont de retour maintenant, et la CMA est à 100 % de sa capacité opérationnelle. C’est cela qui explique cette envie de la CMA d’en découdre avec la Plateforme ».
Le 8 août, la MINUSMA fait état dans un rapport préliminaire de 64 allégations de violations des droits de l'homme en juin et juillet, dont 34 cas confirmés : 23 perpétrés par le GATIA et 11 par la CMA. Il s'agit « d’exécutions sommaires, d’enlèvements et de tortures, de destruction de propriétés, ainsi que des vols ». Au moins huit cas d'exécutions sommaires sont recensés. La CMA affirme pour sa part avoir radié quatre de ses membres pour vol de voitures et reconnaît « un cas où, au sein de la même famille, des jeunes partisans de la CMA ont malheureusement marqué au fer rouge leur frère partisan de la Plate-forme. C'est un problème familial auquel la CMA ne peut pas répondre » d'après les déclarations de son porte-parole, Ilad Ag Mohamed.

## Déroulement
Le 26 juillet, le GATIA et la CMA s'affrontent à nouveau dans la région de Kidal. Selon Jeune Afrique, les combats débutent au petit matin lorsqu'une colonne de la CMA se dirige vers la localité de Takellote — aussi écrite Takallote ou Takalout — située à 40 ou 45 kilomètres au sud de Kidal,. Le village est un fief des combattants imghad du GATIA et la CMA soupçonne ces derniers de préparer une offensive contre Kidal. Les hommes de la CMA bénéficient de l'avantage numérique et de l'effet de surprise. Les combats s'achèvent avant midi à l'avantage des assaillants qui s'emparent de Takelotte,,. La CMA annonce alors « avoir démantelé toutes les positions de la Plateforme qui se formaient autour » de Kidal.

## Pertes
RFI rapporte que plusieurs sources indiquent que les combats ont fait des dizaines de morts,. L'AFP indique quant à elle que selon une source au sein d'une organisation internationale, le GATIA « a perdu quelques dizaines de combattants tués, quelques dizaines d'autres ont été faits prisonniers », tandis que la CMA compte deux morts et plusieurs blessés. Oumar Ag Acherif, un membre de la CMA, déclare pour sa part à l'AFP que 50 hommes du GATIA ont été tués et 39 faits prisonniers.
Jeune Afrique rapporte que selon une source au sein de la CMA : « Il y a eu au moins 13 morts dans les rangs de la Plateforme et quatre dans ceux de la CMA, dont le bras droit du chef d'état-major du MNLA, Mohamed Ag Najim ». Un habitant affirme pour sa part que : « Près de cinquante combattants de la Plate-forme sont faits prisonniers, dont trois blessés que j’ai vus ce matin à l’hôpital de Kidal ».
Le GATIA ne donne pas de bilan concernant ses pertes, un de ses responsables déclare anonymement à l'AFP : « Nous avons des morts, mais aussi des blessés qui ont été évacués sur la ville de Gao. Nous avons tué aussi des ennemis ».
La BBC évoque pour sa part une vingtaine de morts et affirme que selon Fahad Ag Almahmoud, secrétaire général du GATIA, la CMA compte deux morts et cinq blessés. 
La CMA confirme détenir des dizaines de prisonniers et demande à la Croix-Rouge de venir leur rendre visite. 
Les blessés de la CMA sont ramenés à l'hôpital de Kidal, tandis que ceux du GATIA sont soignés à Gao.
Le 11 août, Guillaume Ngefa, le directeur de la division des droits de l’homme de la MINUSMA, affirme que 33 personnes sont alors détenues par la CMA, dont huit mineurs. Le même jour, neuf combattants du GATIA âgés de 15 à 17 ans, capturés par la CMA, sont remis à la MINUSMA,,.

## Conséquences
Le 27 juillet, la CMA attaque Inafarak, à une quarantaine de kilomètres au nord-ouest d'In Khalil. Là encore les forces du GATIA battent en retraite et se replient sur la région de Gao.
Le 29 juillet, les troupes de la CMA poussent plus au sud et entrent dans la ville de Ménaka, sans rencontrer de résistance de la part du MSA et de l'armée malienne qui restent sur place, ni du GATIA qui bat en retraite,,. Le MSA, allié à la fois du GATIA et de la CMA, cherche à ménager les deux partis.